# ميخائيل دوسن
ميخائيل دوسن (بالإنجليزية: Michael Dawson)‏ هو راكب الكنو نيوزيلندي، ولد في 15 أكتوبر 1986.

## وصلات خارجية
- ميخائيل دوسن على موقع الاتحاد الدولي للكانو (الإنجليزية)
- ميخائيل دوسن على موقع أوليمبيديا (الإنجليزية)
- ميخائيل دوسن على موقع اللجنة الأولمبية النيوزيلندية (الإنجليزية)